# Walter Mörikofer
Walter Mörikofer (* 24. Mai 1892 in Basel; † 10. April oder 14. April 1976 in Davos) war ein Schweizer Physiker.

## Werdegang
Nach dem Abschluss des humanistischen Gymnasiums 1911 studierte Mörikofer Mathematik, Physik und Astronomie an der Universität Basel. 1924 wurde er mit einer Dissertation über die Bandenspektren des Aluminiums promoviert. Von 1924 bis 1928 hatte er eine Assistentenstelle am Astronomischen Institut der Universität Basel inne.
Von 1929 bis 1966 war Mörikofer Leiter des Physikalisch-Meteorologischen Observatoriums in Davos.
Die Aufgaben waren dort mannigfaltig, speziell auf dem Gebiet der Strahlungsforschung, wo Solarimeter, Aktinometer, Kugelpyranometer, Spektralphotometer für das Ultraviolette und Frigorimeter entweder verbessert oder neu entwickelt wurden.
Mörikofer trug wesentlich zur Gründung des Weltstrahlungszentrums bei.
Er war von 1929 bis 1950 Präsident der naturforschenden Gesellschaft Davos und leitete als Jahrespräsident die Versammlung der Schweizerischen Naturforschenden Gesellschaft in Davos 1950. Auf bioklimatologischem Gebiet befasste sich Mörikofer während vieler Jahre mit der Beurteilung der Klimaverhältnisse sämtlicher heilklimatischer Kurorte der Schweiz. 
Zusammen mit Ferdinand Steinhauser übernahm Mörikofer die Redaktion der 1948 von ihnen gegründeten Zeitschrift Archiv für Meteorologie, Geophysik und Bioklimatologie.